# 徐鑑 (嘉慶進士)
徐鑑（？—？），字香坨，顺天府大兴縣（今北京市）人，清朝地方官，進士出身。

## 生平
徐鑑曾于道光三年（1823年）接替杨清轮任兴化府知府一职，道光四年（1824年）由姚观接任。